# 31-ша паралель південної широти
31-ша паралель південної широти — лінія широти, що лежить на 31 градус південніше земної екваторіальної площини. Вона проходить через Атлантичний океан, Африку, Індійський океан, Австралазію, Тихий океан та Південну Америку.
На цій широті під час літнього сонцестояння сонце видно 14 годин 13 хвилин, а під час зимового сонцестояння — 10 годин 4 хвилини.

## Список географічних об'єктів, що перетинає 31° пд. ш.
Починаючи з Гринвіцького меридіану та рухаючись на схід, 31-ша паралель південної широти проходить через:
| Координати                                                   | Країна, територія або море | Примітки |
| ------------------------------------------------------------ | -------------------------- | --- |
| 31°0′ пд. ш. 0°0′ сх. д. / 31.000° пд. ш. 0.000° сх. д.      | Атлантичний океан          | |
| 31°0′ пд. ш. 17°40′ сх. д. / 31.000° пд. ш. 17.667° сх. д.   | ПАР                        | Північнокапська провінція — приблизно на 20 км Західнокапська провінція Північнокапська провінція Східнокапська провінція Квазулу-Наталь — приблизно на 13 км |
| 31°0′ пд. ш. 30°16′ сх. д. / 31.000° пд. ш. 30.267° сх. д.   | Індійський океан           | |
| 31°0′ пд. ш. 115°19′ сх. д. / 31.000° пд. ш. 115.317° сх. д. | Австралія                  | Західна Австралія Південна Австралія Новий Південний Уельс |
| 31°0′ пд. ш. 153°2′ сх. д. / 31.000° пд. ш. 153.033° сх. д.  | Тихий океан                | |
| 31°0′ пд. ш. 71°39′ зх. д. / 31.000° пд. ш. 71.650° зх. д.   | Чилі                       | Кокімбо |
| 31°0′ пд. ш. 70°17′ зх. д. / 31.000° пд. ш. 70.283° зх. д.   | Аргентина                  | Сан-Хуан Ла-Ріоха Кордова Санта-Фе Ентре-Ріос |
| 31°0′ пд. ш. 57°52′ зх. д. / 31.000° пд. ш. 57.867° зх. д.   | Уругвай                    | |
| 31°0′ пд. ш. 55°53′ зх. д. / 31.000° пд. ш. 55.883° зх. д.   | Бразилія                   | Ріу-Гранді-ду-Сул — приблизно на 13 км |
| 31°0′ пд. ш. 55°45′ зх. д. / 31.000° пд. ш. 55.750° зх. д.   | Уругвай                    | |
| 31°0′ пд. ш. 55°26′ зх. д. / 31.000° пд. ш. 55.433° зх. д.   | Бразилія                   | Ріу-Гранді-ду-Сул |
| 31°0′ пд. ш. 50°41′ зх. д. / 31.000° пд. ш. 50.683° зх. д.   | Атлантичний океан          | |